# 讀賣電視台週四推理劇場
《讀賣電視台週四推理劇場》是2011年4月至2013年4月日本電視台每逢星期四23:58－24:38（日本時間）播放的電視連續劇時段，由讀賣電視台製作。接續之前同一時段的「週四晚間連續劇」，將主要製作推理懸疑類型的劇集。

## 作品列表

### 2010年代

#### 2011年
- 4月7日－6月30日：失戀保險
  - 出演：城田優、福田沙紀、古田新太 等
  - 劇本：山崎淳也 等

- 7月7日－9月29日：名偵探柯南 致工藤新一的挑戰書[[[Wikipedia:格式手册/链接#章節|錨點失效]]] 
  - 出演：溝端淳平、忽那汐里、大塚寧寧、秋元才加（AKB48）、土屋裕一、上野夏妃、陣內孝則 等
  - 原作：青山剛昌 
  - 劇本：秦建日子、及川真實 等

- 10月6日－12月29日：秘密諜報員 Erika
  - 出演：栗山千明、井出卓也、杉本哲太 等
  - 劇本：、田中眞一、鈴木智

#### 2012年
- 1月5日－3月29日：刑警 黑川鈴木 
  - 出演：板尾創路、田邊誠一、田中圭、鶴田真由 等
  - 原作： 
  - 劇本：

- 4月5日 - 6月28日：角色扮演
  - 出演：谷村美月、山本耕史、段田安則 等
  - 原作： 
  - 劇本：森下直

- 7月5日－9月27日：VISION 看到凶殺的女人
  - 出演：山田優、金子信昭、勝村政信 等
  - 劇本：飯田讓治

- 10月4日－12月27日：毒 Poison
  - 出演：綾部祐二、臼田麻美、渡邊一惠 等
  - 原作：赤川次郎 
  - 劇本：鈴木智 等

#### 2013年
- 1月10日－3月：除惡幫☆陣八 
  - 出演：宮川大輔、小泉孝太郎、有村架純、加藤茶 等
  - 劇本：山岡真介、川嶋澄乃、田中眞一、武田有起

## 放送局
| 放送對象地域        | 放送局                               | 系列                      | 放送日期・放送時間                                                 |
| ------------------- | ------------------------------------ | ------------------------- | ------------------------------------------------------------------ |
| 關東廣域圈          | 日本電視台（NTV）                    | 日本電視台系列            | 週四 23:58〜24:38                                                  |
| 北海道              | 札幌電視台（STV）                    | 日本電視台系列            | 週四 23:58〜24:38                                                  |
| 青森縣              | 青森放送（RAB）                      | 日本電視台系列            | 週四 23:58〜24:38                                                  |
| 岩手縣              | 岩手電視台（TVI）                    | 日本電視台系列            | 週四 23:58〜24:38                                                  |
| 宮城縣              | 宮城電視台（MMT）                    | 日本電視台系列            | 週四 23:58〜24:38                                                  |
| 秋田縣              | 秋田放送（ABS）                      | 日本電視台系列            | 週四 23:58〜24:38                                                  |
| 山形縣              | 山形放送（YBC）                      | 日本電視台系列            | 週四 23:58〜24:38                                                  |
| 福島縣              | 福島中央電視台（FCT）                | 日本電視台系列            | 週四 23:58〜24:38                                                  |
| 山梨縣              | 山梨放送（YBS）                      | 日本電視台系列            | 週四 23:58〜24:38                                                  |
| 新潟縣              | TV新潟放送網（TeNY）                 | 日本電視台系列            | 週四 23:58〜24:38                                                  |
| 長野縣              | 信州電視台（TSB）                    | 日本電視台系列            | 週四 23:58〜24:38                                                  |
| 静岡縣              | 静岡第一電視台（SDT）                | 日本電視台系列            | 週四 23:58〜24:38                                                  |
| 富山縣              | 北日本放送（KNB）                    | 日本電視台系列            | 週四 23:58〜24:38                                                  |
| 石川縣              | 金澤電視台（KTK）                    | 日本電視台系列            | 週四 23:58〜24:38                                                  |
| 福井縣              | 福井放送（FBC）                      | 日本電視台/朝日電視台系列 | 週四 23:58〜24:38                                                  |
| 中京廣域圈          | 中京電視台（CTV）                    | 日本電視台系列            | 週四 23:58〜24:38                                                  |
| 近畿廣域圈          | 讀賣電視台（ytv） 週四推理劇場製作局 | 日本電視台系列            | 週四 23:58〜24:38                                                  |
| 島根縣 鳥取縣       | 日本海電視台（NKT）                  | 日本電視台系列            | 週四 23:58〜24:38                                                  |
| 廣島縣              | 廣島電視台（HTV）                    | 日本電視台系列            | 週四 23:58〜24:38                                                  |
| 山口縣              | 山口放送（KRY）                      | 日本電視台系列            | 週四 23:58〜24:38                                                  |
| 德島縣              | 四國放送（JRT）                      | 日本電視台系列            | 週四 23:58〜24:38                                                  |
| 岡山縣 香川縣       | 西日本放送（RNC）                    | 日本電視台系列            | 週四 23:58〜24:38                                                  |
| 愛媛縣              | 南海放送（RNB）                      | 日本電視台系列            | 週四 23:58〜24:38                                                  |
| 高知縣              | 高知放送（RKC）                      | 日本電視台系列            | 週四 23:58〜24:38                                                  |
| 福岡縣 佐賀縣       | 福岡放送（FBS）                      | 日本電視台系列            | 週四 23:58〜24:38                                                  |
| 長崎縣              | 長崎国際電視台（NIB）                | 日本電視台系列            | 週四 23:58〜24:38                                                  |
| 熊本縣              | 熊本縣民電視台（KKT）                | 日本電視台系列            | 週四 23:58〜24:38                                                  |
| 大分縣              | 大分電視台（TOS）                    | 富士電視台/日本電視台系列 | 週四 23:58〜24:38                                                  |
| 鹿兒島縣 沖繩縣北部 | 鹿兒島讀賣電視台（KYT）              | 日本電視台系列            | 週四 23:58〜24:38                                                  |
| 台灣                | 緯來日本台                           | 緯來電視網                | 週六 20:00〜20:54，延後八週，引進《名偵探柯南 工藤新一密室大推理》 |